# 鄧公輔
鄧公輔（1447年—？），字良臣，浙江杭州府仁和縣人，竈籍，明朝政治人物。

## 生平
浙江鄉試第八十八名舉人。成化二十三年（1487年）中式丁未科會試第五十五名，二甲第六十七名進士。弘治三年（1490年）二月实授广西道御史，八年十一月因上朝時同班給事中张良弼疾病发作倒地，以失举下錦衣衛监狱，杖二十。十年赴两广查验官军杀良冒功一事，十一年七月升云南按察司副使，十一年十二月考察以不謹闲住。

## 家族
曾祖鄧允中；祖父鄧子正；父鄧禎，母周氏。永感下。